# Litteau
Litteau (li.toⓘ) es una población y comuna francesa, situada en la región de Baja Normandía, departamento de Calvados, en el distrito de Bayeux y cantón de Balleroy.
Litteau es conocida por estar cerca del Bosque de Cerisy (Forêt de Cerisy), un extenso bosque estatal que cubre más de 2.000 hectáreas. Esta proximidad la convierte en un destino apreciado para el turismo rural, especialmente para actividades como senderismo, ciclismo y observación de la naturaleza. Además, la zona cuenta con alojamientos turísticos como campings y casas rurales.

## Demografía
| 278 | 253 | 241 | 227 | 217 | 214 |
| Para los censos de 1962 a 1999 la población legal corresponde a la población sin duplicidades (Fuente: INSEE [Consultar]) |     |     |     |     |     |